# AchtVier
AchtVier (* 26. Oktober 1984; bürgerlich Timo Molloisch), auch bekannt als Fizzle, ist ein deutscher Rapper.

## Karriere
AchtVier war Mitglied der Hamburger 187 Strassenbande. Nachdem die Crew zwei Sampler veröffentlichte und Bonez MC sein erstes Soloalbum herausgebracht hatte, folgte AchtVier mit seinem Solodebüt Abstand im Jahr 2011. Bereits ab 2012 arbeitete er an Tracks für ein zweites Album, das 2013 fertiggestellt wurde und am 14. Juni erschien. Es stieg auf Platz 39 der deutschen Charts ein. Am 12. Dezember wurde die Trennung von der 187 Strassenbande bekanntgegeben. Im Jahr 2014 brachte er seine erste Veröffentlichung heraus, die nicht bei Toprott Muzik GmbH erschien. Das Album Wohlstand stieg auf Platz 19 der deutschen Albumcharts ein und konnte sich auch in der Schweiz platzieren. Es enthielt keine Gastbeiträge seiner ehemaligen 187-Strassenbande-Kollegen. Allerdings tauchte er in einem Videoblog von Bonez MC auf und betonte in einem Interview, dass es zwar keinen Streit gebe, aber wahrscheinlich auch keine weiteren Zusammenarbeiten. 2016 gründete AchtVier sein eigenes Label Steuerfreimoney. Unter anderem nahm er dort den Hamburger Rapper TaiMO und seit 2018 Stanley unter Vertrag.
Ende 2020 trennten sich TaiMo, Danny 111-er und Stanley von AchtVier aus bisher unbekannten Gründen. In einem Backspin-Interview im Juni 2022 gab AchtVier bekannt, Shorty unter Vertrag genommen zu haben.

## Diskografie
Alben
- Zwei Assis trumpfen auf (mit Bonez MC, 2007)
- Abstand (2011)
- Aufstand (2013)
- Wohlstand (2014)
- Molotov (2015)
- 50/50 (mit Said, 2016)
- Mr. F (2017)
- Hyperaktiv (2019)
- Diddy (2020)
- DNA (2022)

Mixtapes
- Auf Biegen und Brechen (mit Veli, 2010)
- Der alte Achti, Vol. 1 (2017)
- Der alte Achti Vol. 2 (2021)
- Der alte Achti Vol. 3 (2023)

EPs
- T’N’T (mit TaiMo, 2017)
- T’N’T 2 (mit TaiMo, 2019)
- T’N’T 3 (mit TaiMo, 2020)
- Dead End (mit Reeperbahn Kareem und Boz, 2021)

Sampler
- Show Me Your Mother (mit Ma3ez und Dr. Best, 2006)[5]
- 187 Strassenbande (2009)
- 187 Strassenbande – Der Sampler II (2011)
- Steuerfreimoney Sampler Volume 1 (2018)

Juice-Exclusives
- Steuersünder (2015 auf Juice CD No 131)